# Chris Beetem
Chris Beetem (Pennsylvania 8 augustus 1969), is een Amerikaanse televisie- en filmacteur.
In Nederland is hij het meest bekend door zijn rol van Jordan Sinclair in As the World Turns. Hij speelde de rol vanaf 2004 t/m 2005.
Verder is hij te zien in JAG, General Hospital, One life to live en Law & Order.
Ook heeft hij een rol in de film Black Hawk Down.